# Pierre-Joseph Redouté
Perre-Joseph Redouté, nascut a Saint-Hubert, Bèlgica, el 10 de juliol de 1759 i mort el 19 de juny del 1840 fou un pintor famós per les seves pintures de plantes amb aquarel·les, especialment de roses.
Es traslladà a París el 1782, protegit pel seu germà Antoine-Ferdinand Redouté. Allà conegué als eminents botànics Charles Louis L'Héritier de Brutelle i René Louiche Desfontaines, que l'orientaren cap a la il·lustració botànica, disciplina que estava en ple apogeu. El 1787 viatjà al Reial Jardí Botànic de Kew, prop de Londres, per continuar els seus estudis.
Tornà el 1788 a París, on L'Heritier l'introduí a la Cort de Versalles i la reina Maria Antonieta el nomenà pintor del seu gabinet.
El 1792 fou contractat per l'Académie des sciences. El 1798 trobà protecció en l'emperatriu Josefina de Beauharnais i, posteriorment, fou nomenat el seu pintor oficial. Després del divorci de Napoleó, passà a ensenyar pintura a la seva nova esposa, Maria Lluïsa d'Àustria. El 1824 començà a donar cursos de dibuix al Muséum national d'histoire naturelle de París als que assistien nombroses dames de la reialesa. Col·laborà amb els millors botànics de la seva època i participà en unes cinquanta obres.
Redouté fou capaç de superar, sense gaires problemes, la successió de crisis polítiques i de sobreviure als diferents règims gràcies al fet que obtingué un gran reconeixement internacional per les seves representacions exactes de les plantes que continuen essent considerades tan bones com el primer dia. París entre el 1798 i el 1837 fou el centre cultural i científic d'Europa durant un període excepcional de la il·lustració botànica. Redouté va contribuir amb més de 2100 plaques publicades que representen més de 1800 espècies diferents.

## Principals publicacions
- Geraniologia (1787-1788
- Plantes grasses (2 volums, 1790)
- Traité des arbres et arbustes que l'on cultive en France, par Duhamel. Nouvelle édition, avec des figures, d'après les dessins de P. J. Redouté (7 volums, 1800-1819
- Les Liliacées (8 volums, 1802-1816)
- Les Roses (3 volums, 1817-1824) 1 2 3
- Choix des plus belles fleurs et de quelques branches des plus beaux fruits. Dédié à LL. AA. RR. les princesses Louise et Marie d'Orléans (1827)
- Catalogue de 486 liliacées et de 168 roses peintes par P.-J. Redouté (1829)
- Alphabet Flore (1835)
- Pòstumament, el 1989]: Champignons du Luxembourg. Planxes inèdites de Pierre-Joseph Redouté (1759-1840). Manuscrit de Louis Marchand (1807-1843). (Edità el Ministeri d'Estat, Comissió governamental per la commemoració del 150è aniversari de la Independència del Gran Ducat de Luxemburg)

## Tres roses pintades per Pierre-Joseph Redouté

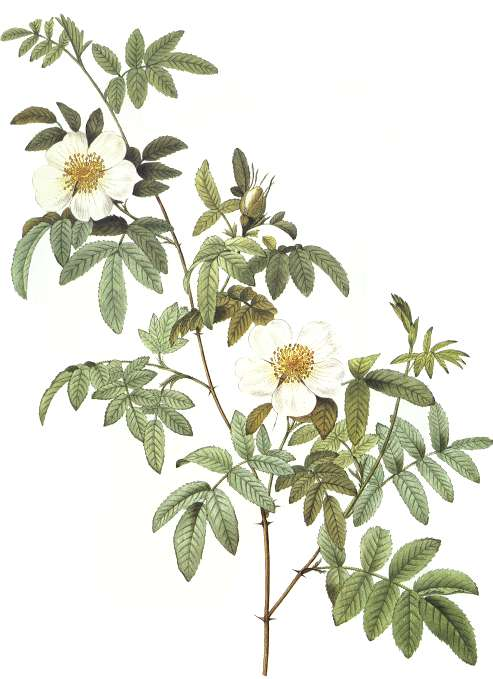
Rosa clinophylla
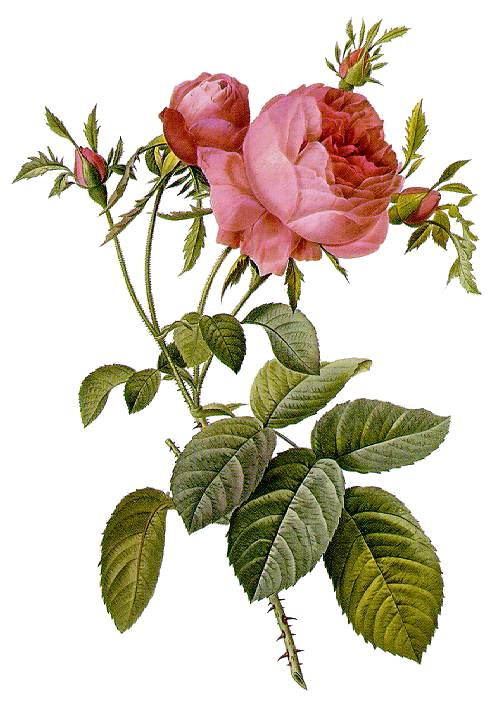
Rosa centifolia (rosa de cent pètals)
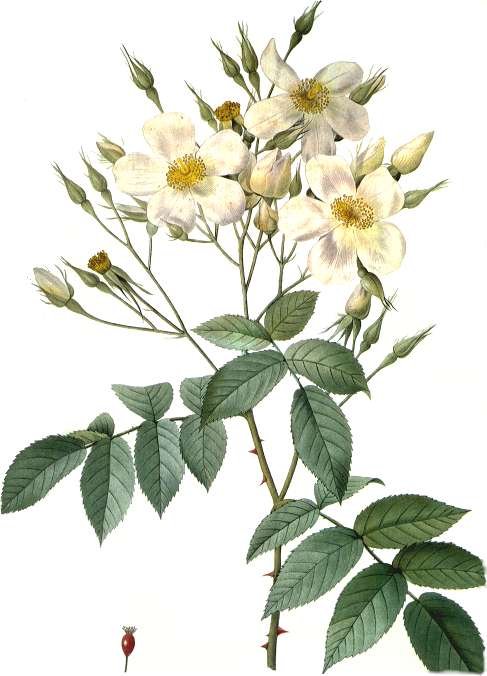
Rosa moschata (rosa mosqueta)